# I Wrote a Song
"I Wrote a Song" é um single da cantora britânica Mae Muller, lançado a 9 de março de 2023. Representou o Reino Unido no Festival Eurovisão da Canção de 2023. Na final da Eurovisão, a canção terminou em 25.º lugar, com 24 pontos.

## Festival Eurovisão da Canção
Em 9 de março de 2023, foi anunciado durante um programa da BBC Radio 2 que Mae Muller tinha sido selecionada internamente como representante nacional para o Festival Eurovisão da Canção 2023 em Liverpool. A canção «I Wrote a Song» foi apresentada no mesmo dia.